# روبرت واين توماسون
روبرت واين توماسون (بالإنجليزية: Robert Thomason) هو رياضياتي أمريكي، ولد في 5 نوفمبر 1952 في تلسا في الولايات المتحدة، وتوفي في 1 نوفمبر 1995 بسبب السكري.